# Maria Carola Cecchin
Fiorina Cecchin, imię zakonne Maria Carola (ur. 3 kwietnia 1877 w Cittadella, zm. 13 listopada 1925 na Morzu Czerwonym między Massua a Suezem) – włoska zakonnica, misjonarka, Błogosławiona Kościoła katolickiego.

## Życiorys
Urodziła 3 kwietnia 1877 w Cittadella w prowincji Padwa. Cecchin próbowała wstąpić do Suore di Santa Dorotea w Vicenzy, ale została odrzucona ze względu na słabe zdrowie. Giuseppe Benedetto Cottolengo w ich domu w Bigolino, w Treviso, kiedy miała dziewiętnaście lat. 27 sierpnia 1896 Cecchin rozpoczęła okres postulatu w Małym Domu Opatrzności Bożej w Turynie (była 139. postulantką w tym roku), a następnie 2 października 1897 rozpoczęła nowicjat, przyjmując dzień później habit i imię zakonne "Maria Carola", po czym 6 stycznia 1899 złożyła uroczystą śluby zakonne. Po złożeniu profesji została zatrudniona jako kucharka najpierw w internacie prowadzonym przez zakon w Giaveno, a następnie w domu macierzystym w Turynie, jednak bardzo pragnęła wstąpić na misje w Afryce, co było jej wieloletnią ambicją. 19 marca 1904 złożyła przełożonym formalną prośbę o przyjęcie na misje.
W 1905 roku spełniło się jej życzenie, gdy została wysłana do Kenii wraz z czterema koleżankami i dwiema zakonnicami z Misjonarek Konsolaty, wyruszając 28 stycznia 1905, była to trzecia wyprawa zakonnic na kontynent afrykański z Triestu, otrzymując przed wyjazdem krzyż misyjny od kardynała arcybiskupa Turynu Agostino Richelmy. Po przybyciu do Mombasy, po dwutygodniowej podróży, siostry zostały poproszone o kierowanie stacjami misyjnymi i powiedziano im, że ważne jest, aby wiedziały, jak najlepiej nauczać katechizmu i praktykować medycynę, a także uczyć dzieci czytania i pisania. Pomimo szeregu trudności, jakie napotkała w tym okresie, wśród których były różnice klimatyczne, różnice w poziomie życia, różnice kulturowe i językowe, Cecchin i jej koleżanki były w stanie współpracować z Misjonarkami Konsolatkami i uczyć się razem z nimi. Wkrótce Cecchin nauczyła się języka Kikuyu i mogła porozumiewać się o wiele płynniej niż w chwili przybycia. Najpierw stacjonowała w Limuru, a następnie w Tuthu, potem została wysłana do Iciagaki, Mugoiri, Wambogo, a w końcu do Tigania w Meru. Za każdym razem, gdy przenosiła się w inne miejsce, zakładała mały domek dla zakonnic, które miały przybyć po niej, i starała się, aby nadawał się do zamieszkania, zakładając ogródek warzywny i tworząc małe podwórko. Znana ze swej gorliwości w promowaniu Ewangelii, niestrudzenie pracowała nad nauczaniem katechizmu, nie tylko dzieci, ale i starszych ludzi. Większość czasu poświęcała opiece nad ubogimi i chorymi. Pierwsza wojna światowa miała jednak swoje reperkusje, które dotarły także do Afryki. Cecchin opiekowała się żołnierzami w szpitalach wojskowych, a po zakończeniu wojny także chorymi na grypę hiszpankę. Po zakończeniu wojny Cecchin została przełożoną regionalną, a w czasie ostatniego pobytu we wspólnocie w Tiganii ciężko zachorowała, zdiagnozowano u niej sangwiniczne zapalenie jelit, co sprawiło jej ogromny ból aż do śmierci. Jej trudy pogłębiły się jeszcze bardziej po tym, jak w 1923 roku owocna współpraca z Misjonarzami Konsolatami uległa wyraźnemu pogorszeniu, między innymi z powodu różnic w stylu ewangelizacji. Po kilku nieudanych próbach przełożonych zakonu, papież Benedykt XV postanowił położyć kres tej sytuacji, nakazując formalnie repatriację sióstr Cottolengo do Kenii i polecając wikariuszowi apostolskiemu Kenii Filippo Perlo wypełnienie prośby i poinformowanie o tym sióstr. Cecchin nadzorowała ich wyjazd, jako ostatnia z 44 sióstr (wyjechała tylko z jedną koleżanką) wyjechała 25 października 1925, mimo że była ciężko chora.

## Śmierć
Cecchin zmarła na pokładzie parowca Porto Alessandretta 13 listopada 1925 na Morzu Czerwonym między Massua a Suezem. Jej szczątki nigdy nie zostały pochowane, ponieważ ze względu na ówczesne przepisy higieniczne jej zwłoki zostały zawinięte w zwykłe białe prześcieradło i pochowane na morzu po zorganizowaniu pospiesznego pogrzebu.

## Proces beatyfikacyjny
Proces beatyfikacyjny rozpoczął się 28 lutego 2013 po tym, jak Kongregacja Spraw Kanonizacyjnych wydała oficjalny dekret "nihil obstat" (bez sprzeciwu), który zezwalał archidiecezji turyńskiej na rozpoczęcie dochodzenia diecezjalnego w sprawie jej życia i świętości po przeniesieniu forum beatyfikacyjnego z diecezji Meru do archidiecezji turyńskiej. Dochodzenie diecezjalne rozpoczęło się 24 kwietnia 2014 podczas Mszy św. celebrowanej przez abpa Cesare Nosiglia, a następnie, kilka miesięcy później, 7 października, ten sam arcybiskup przewodniczył zakończeniu procesu. 28 maja 2015 Kongregacja Spraw Kanonizacyjnych w Rzymie wydała dekret zatwierdzający proces, w którym potwierdziła, że wszystkie dowody zostały jej przedstawione i że archidiecezja turyńska przeprowadziła proces zgodnie z przepisami ustalonymi przez Kongregację.
23 listopada 2020 papież Franciszek podpisał dekret o heroiczności jej cnót i od tej pory przysługiwał jej tytuł Czcigodnej Służebnicy Bożej, zaś 13 grudnia 2021 uznał cud za jej wstawiennictwem co otwiera drogę do jej beatyfikacji. 5 listopada 2022 podczas eucharystii na stadionie w Kinoru została przez kard. Antoine Kambanda, arcybiskupa Kigali z Rwandy beatyfikowana i włączona w poczet błogosławionych Kościoła katolickiego.
Jej wspomnienie liturgiczne obchodzone jest 13 listopada.